# 報恩抄
報恩抄（ほうおんしょう）は、1276年(建治2年)に日蓮が55歳の時、身延において述作し、安房国（現在の千葉県）清澄寺の故郷、道善房の供養のため浄顕房、義浄房のもとへ送付した書で、五大部、十大部の一つ。